# Aulacomyia
Aulacomyia is een geslacht van schietmotten uit de familie van de Sericostomatidae. Het geslacht werd voor het eerst wetenschappelijk beschreven door  in .

## Soorten
Het genus bevat de volgende soorten:

- Aulacomyia infuscata Ulmer, 1912
- Aulacomyia wunderlichi Wichard, 2013